# Olympische Sommerspiele 1968/Leichtathletik – 100 m (Männer)

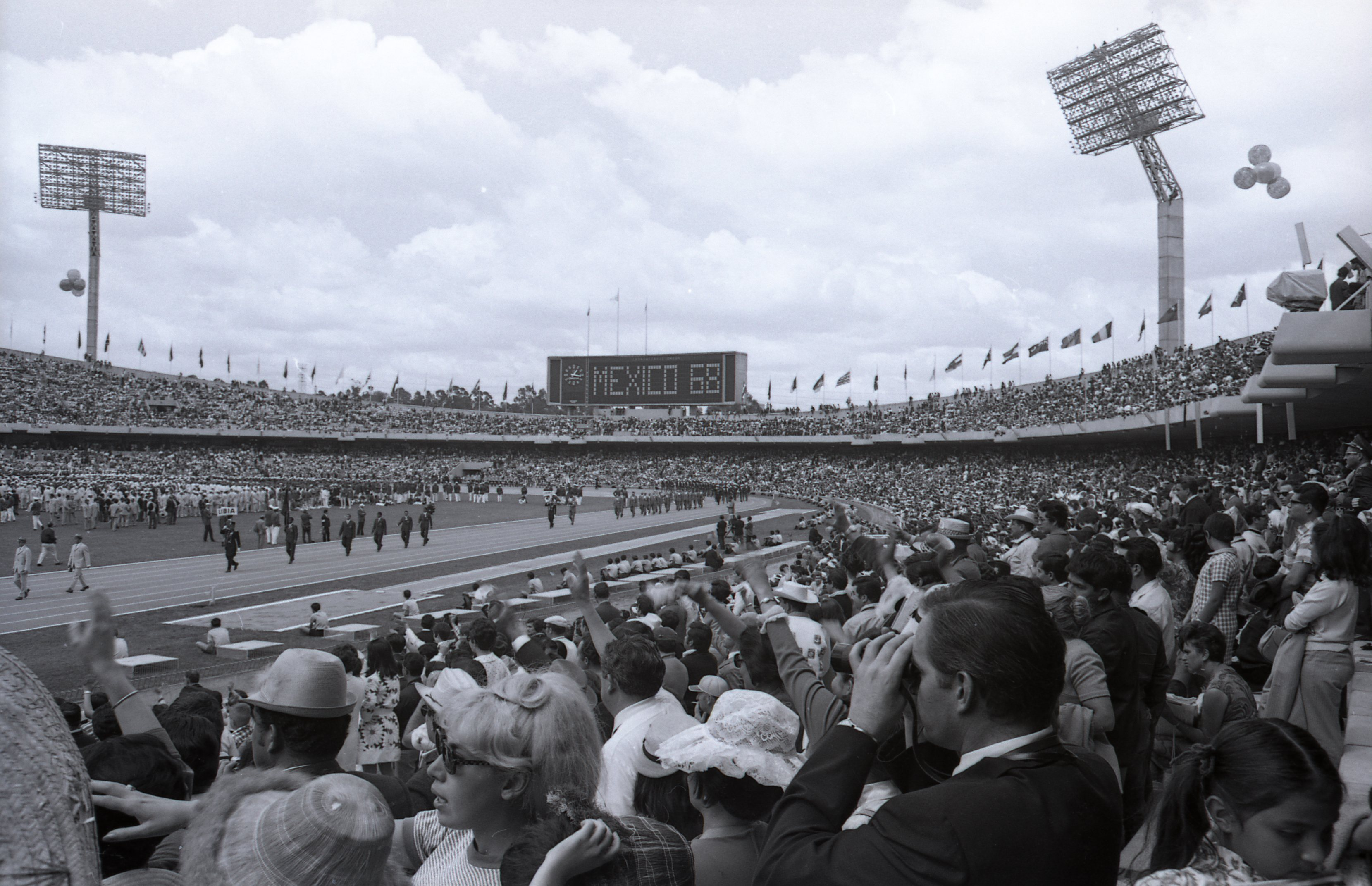
Das Olympiastadion während der Eröffnungsfeier 1968

Der 100-Meter-Lauf der Männer bei den Olympischen Spielen 1968 in Mexiko-Stadt wurde am 13. und 14. Oktober 1968 im Estadio Olímpico Universitario ausgetragen. 65 Athleten nahmen teil.
Olympiasieger wurde der US-Amerikaner Jim Hines. Er gewann vor dem Jamaikaner Lennox Miller und Charles Greene aus den USA.
Für die BR Deutschland – offiziell 'Deutschland' – starteten Gert Metz, Karl-Peter Schmidtke und Gerhard Wucherer. Während Metz im Vorlauf ausschied, kamen Schmidtke und Wucherer ins Viertelfinale. Beide scheiterten dort.

Für die DDR – offiziell 'Ostdeutschland' – liefen Heinz Erbstößer, Hartmut Schelter und Harald Eggers. Alle drei überstanden die Vorläufe. Erbstößer schied im Viertelfinale aus, Eggers und Schelter im Halbfinale.

Die Schweiz wurde durch Hansruedi Wiedmer vertreten, der im Vorlauf scheiterte. Läufer aus Österreich und Liechtenstein nahmen nicht teil.

## Rekorde

### Bestehende Rekorde
| Weltrekord         | 9,9 s  | Jim Hines ( USA)        | Sacramento, USA        | 20. Juni 1968    |
| Weltrekord         | 9,9 s  | Ronnie Ray Smith ( USA) | Sacramento, USA        | 20. Juni 1968    |
| Weltrekord         | 9,9 s  | Charles Greene ( USA)   | Sacramento, USA        | 20. Juni 1968    |
| Olympischer Rekord | 10,0 s | Bob Hayes ( USA)        | Finale OS Tokio, Japan | 15. Oktober 1964 |

### Rekordegalisierungen / -verbesserung
Der bestehende olympische Rekord wurde dreimal egalisiert und einmal verbessert. Die Verbesserung stellte gleichzeitig die Einstellung des Weltrekords dar:
- 10,0 s (ORe) – Hermes Ramírez (Kuba), zweites Viertelfinale am 13. Oktober bei einem Rückenwind von 0,5 m/s
- 10,0 s (ORe) – Charles Greene (USA), viertes Viertelfinale am 13. Oktober bei einem Rückenwind von 2,0 m/s
- 10,0 s (ORe) – Jim Hines (USA), erstes Halbfinale am 14. Oktober bei einem Rückenwind von 1,9 m/s
- 09,9 s (WRe/OR) – Jim Hines (USA), Finale am 14. Oktober bei einem Rückenwind von 0,3 m/s

## Durchführung des Wettbewerbs
65 Athleten traten am 13. Oktober zu den insgesamt neun Vorläufen an. Die jeweils drei Laufbesten – hellblau unterlegt – sowie die nachfolgend fünf Zeitschnellsten – hellgrün unterlegt – kamen ins Viertelfinale am selben Tag – siehe dazu Anmerkung unten. Daraus erreichten die jeweils vier Erstplatzierten – wiederum hellblau unterlegt – das Halbfinale am 14. Oktober. Auch hier qualifizierten sich die vier Ersten – hellblau unterlegt – für die nächste Runde, das Finale, das am selben Tag stattfand.

## Zeitplan
13. Oktober, 10:00 Uhr: Vorläufe

13. Oktober, 16:30 Uhr: Viertelfinale

14. Oktober, 16:00 Uhr: Halbfinale

14. Oktober, 18:00 Uhr: Finale
Anmerkung: Alle Zeiten sind in Ortszeit Mexiko-Stadt (UTC −6) angegeben.

## Vorrunde
Datum: 13. Oktober 1968, ab 10:00 Uhr
Unklar ist das exakte Verfahren zur Ermittlung der hinter den direkt qualifizierten Startern fünf zeitschnellsten Wettbewerber. Offiziell lag die auf Zehntelsekunden gerundete Zeitmessung zugrunde. Danach gab es nach den direkt qualifizierten Sprintern sieben Teilnehmer, die jeweils 10,4 s erzielt hatten. Folgende Fünf von ihnen kamen weiter:
- Amos Omolo (Uganda), zweiter Vorlauf (Wind: +0,8 m/s), elektronisch: 10,50 s
- Robert Ojo (Nigeria), sechster Vorlauf (Wind: +3,8 m/s), elektronisch: 10,47 s
- Kola Abdulai (Nigeria), siebter Vorlauf (Wind: +0,4 m/s), elektronisch: 10,45 s
- Wladislaw Sapeja (Sowjetunion), achter Vorlauf (Wind: ±0,0 m/s), elektronisch: 10,46 s
- Eddy Monsels (Niederländisch-Guayana), achter Vorlauf (Wind: ±0,0 m/s), elektronisch: 10,48 s

Ausgeschieden sind die folgenden beiden Sprinter:
- Wiesław Maniak (Polen), erster Vorlauf (Wind: +2,8 m/s), elektronisch: 10,49 s
- Oleksij Chlopotnow (Sowjetunion), vierter Vorlauf (Wind: +0,6 m/s), elektronisch: 10,49 s

Welches Kriterium wurde bei der Zeitgleichheit dieser sieben Läufer zur Ausdifferenzierung herangezogen?
- War es die inoffizielle elektronische Zeit? Dann hätte Amos Omolo mit seinen 10,50 s nicht qualifiziert sein dürfen, denn Wiesław Maniak und Oleksij Chlopotnow waren mit jeweils 10,49 s schneller als er. So hätten acht statt sieben Athleten das Viertelfinale über ihre Zeit erreicht.
- War es die Windunterstützung? Dann hätten Robert Ojo (Wind: +3,8 m/s) und Wiesław Maniak (Wind: +2,8 m/s) ausscheiden müssen, während Oleksij Chlopotnow (Wind: +0,6 m/s) weitergekommen wäre.

Beide hier vermuteten Kriterien spielten also keine Rolle bei der Auswahl der sieben Zeitschnellsten. Aber was war es dann?

### Vorlauf 1

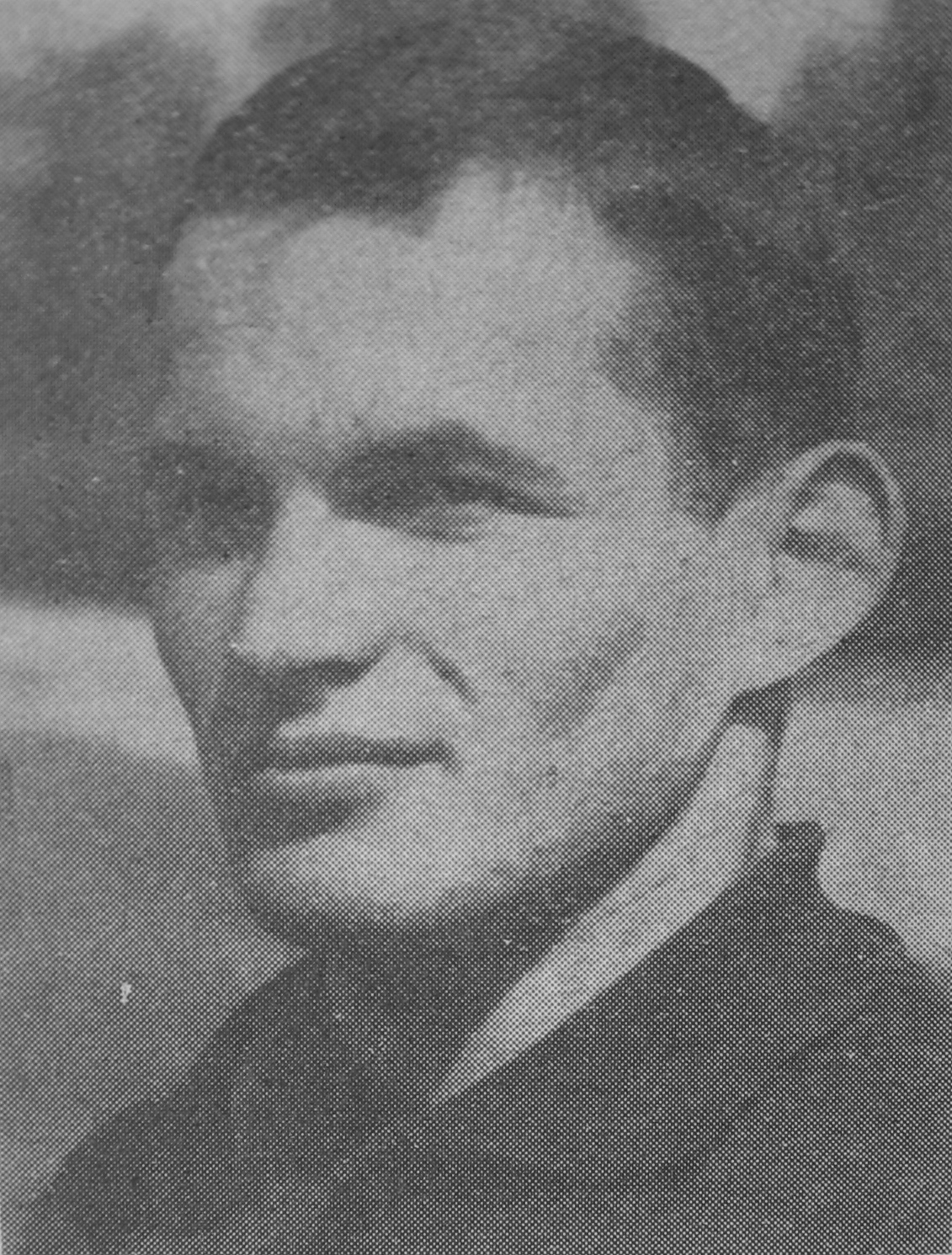
Wiesław Maniak – ausgeschieden als Vierter des ersten Vorlaufs

Wind: +2,8 m/s
| Platz | Name                | Nation                  | Offizielle Zeit handgestoppt | Inoffizielle Zeit elektronisch |
| ----- | ------------------- | ----------------------- | ---------------------------- | ------------------------------ |
| 1     | Charles Greene      | USA                     | 10,0 s                       | 10,09 s                        |
| 2     | Hideo Iijima        | Japan                   | 10,2 s                       | 10,24 s                        |
| 3     | Canagasabai Kunalan | Singapur                | 10,4 s                       | 10,47 s                        |
| 4     | Wiesław Maniak      | Polen                   | 10,4 s                       | 10,49 s                        |
| 5     | Barka Sy            | Senegal                 | 10,6 s                       | 10,61 s                        |
| 6     | Alberto Torres      | Dominikanische Republik | 10,7 s                       | k. A.                          |
| 7     | William Dralu       | Uganda                  | 10,8 s                       | k. A.                          |

### Vorlauf 2
Wind: +0,8 m/s
| Platz | Name                       | Nation                  | Offizielle Zeit handgestoppt | Inoffizielle Zeit elektronisch |
| ----- | -------------------------- | ----------------------- | ---------------------------- | ------------------------------ |
| 1     | Jim Hines                  | USA                     | 10,2 s                       | 10,26 s                        |
| 2     | Jean-Louis Ravelomanantsoa | Madagaskar              | 10,2 s                       | 10,30 s                        |
| 3     | Gaoussou Koné              | Elfenbeinküste          | 10,3 s                       | 10,37 s                        |
| 4     | Amos Omolo                 | Uganda                  | 10,4 s                       | 10,50 s                        |
| 5     | Porfirio Veras             | Dominikanische Republik | 10,5 s                       | 10,51 s                        |
| 6     | Julius Sang                | Kenia                   | 10,6 s                       | 10,64 s                        |
| 7     | Jorge Vizcarrondo          | Puerto Rico             | 10,7 s                       | 10,71 s                        |
| 8     | Manuel Planchart           | Venezuela               | 10,7 s                       | 10,80 s                        |

### Vorlauf 3
Wind: ±0,0 m/s
| Platz | Name              | Nation         | Offizielle Zeit handgestoppt | Inoffizielle Zeit elektronisch |
| ----- | ----------------- | -------------- | ---------------------------- | ------------------------------ |
| 1     | Enrique Figuerola | Kuba           | 10,3 s                       | 10,40 s                        |
| 2     | Iván Moreno       | Chile          | 10,5 s                       | 10,53 s                        |
| 3     | Barrie Kelly      | Großbritannien | 10,5 s                       | 10,55 s                        |
| 4     | Jewgeni Sinjajew  | Sowjetunion    | 10,5 s                       | 10,56 s                        |
| 5     | Zenon Nowosz      | Polen          | 10,5 s                       | 10,57 s                        |
| 6     | Charles Asati     | Kenia          | 10,6 s                       | 10,63 s                        |
| 7     | Jimmy Sierra      | Kolumbien      | 10,8 s                       | 10,88 s                        |

### Vorlauf 4
Wind: +0,6 m/s
| Platz | Name               | Nation         | Offizielle Zeit handgestoppt | Inoffizielle Zeit elektronisch |
| ----- | ------------------ | -------------- | ---------------------------- | ------------------------------ |
| 1     | Pablo Montes       | Kuba           | 10,1 s                       | 10,14 s                        |
| 2     | Mel Pender         | USA            | 10,3 s                       | 10,35 s                        |
| 3     | Ron Jones          | Großbritannien | 10,4 s                       | 10,45 s                        |
| 4     | Oleksij Chlopotnow | Sowjetunion    | 10,4 s                       | 10,49 s                        |
| 5     | Norris Stubbs      | Bahamas        | 10,6 s                       | 10,67 s                        |
| 6     | Chen Chuan-show    | Taiwan         | 10,8 s                       | 10,91 s                        |
| 7     | Philippe Housiaux  | Belgien        | 10,9 s                       | 10,94 s                        |

### Vorlauf 5
Wind: +0,7 m/s
| Platz | Name              | Nation     | Offizielle Zeit handgestoppt | Inoffizielle Zeit elektronisch |
| ----- | ----------------- | ---------- | ---------------------------- | ------------------------------ |
| 1     | Roger Bambuck     | Frankreich | 10,1 s                       | 10,18 s                        |
| 2     | Heinz Erbstößer   | DDR        | 10,4 s                       | 10,42 s                        |
| 3     | Michael Ahey      | Ghana      | 10,5 s                       | 10,59 s                        |
| 4     | Bernard Nottage   | Bahamas    | 10,6 s                       | 10,64 s                        |
| 5     | Ennio Preatoni    | Italien    | 10,6 s                       | 10,65 s                        |
| 6     | Hansruedi Wiedmer | Schweiz    | 10,7 s                       | 10,75 s                        |
| 7     | Su Wen-ho         | Taiwan     | 10,8 s                       | 10,81 s                        |

### Vorlauf 6
Wind: +3,8 m/s
| Platz | Name                     | Nation              | Offizielle Zeit handgestoppt | Inoffizielle Zeit elektronisch |
| ----- | ------------------------ | ------------------- | ---------------------------- | ------------------------------ |
| 1     | Lennox Miller            | Jamaika             | 10,1 s                       | 10,15 s                        |
| 2     | Hartmut Schelter         | DDR                 | 10,3 s                       | 10,34 s                        |
| 3     | Manikavasagam Jegathesan | Malaysia            | 10,3 s                       | 10,35 s                        |
| 4     | Robert Ojo               | Nigeria             | 10,4 s                       | 10,47 s                        |
| 5     | Ron Monsegue             | Trinidad und Tobago | 10,3 s                       | 10,56 s                        |
| 6     | Rogelio Onofre           | Philippinen         | 10,5 s                       | 10,58 s                        |
| DNF   | Tom Robinson             | Bahamas             |                              |                                |

### Vorlauf 7
Wind: +0,4 m/s
| Platz | Name                  | Nation         | Offizielle Zeit handgestoppt | Inoffizielle Zeit elektronisch |
| ----- | --------------------- | -------------- | ---------------------------- | ------------------------------ |
| 1     | Harry Jerome          | Kanada         | 10,3 s                       | 10,35 s                        |
| 2     | Karl-Peter Schmidtke  | BR Deutschland | 10,3 s                       | 10,38 s                        |
| 3     | Harald Eggers         | DDR            | 10,3 s                       | 10,38 s                        |
| 4     | Kola Abdulai          | Nigeria        | 10,4 s                       | 10,45 s                        |
| 5     | Miguel Ángel González | Mexiko         | 10,5 s                       | 10,59 s                        |
| 6     | Pablo McNeil          | Jamaika        | 10,6 s                       | 10,62 s                        |
| 7     | Hassan El-Mech        | Marokko        | 10,7 s                       | 10,79 s                        |
| 8     | Morgan Gesmalla       | Sudan          | 11,0 s                       | 11,09 s                        |

### Vorlauf 8
Wind: ±0,0 m/s
Eddy Monsels war der erste Sportler Surinames, der bei Olympischen Spielen antrat. 1960 war der 800-Meter-Läufer Siegfried Esajas angereist, verschlief jedoch seinen Start.
| Platz | Name             | Nation                 | Offizielle Zeit handgestoppt | Inoffizielle Zeit elektronisch |
| ----- | ---------------- | ---------------------- | ---------------------------- | ------------------------------ |
| 1     | Gérard Fenouil   | Frankreich             | 10,3 s                       | 10,35 s                        |
| 2     | Gerhard Wucherer | BR Deutschland         | 10,3 s                       | 10,38 s                        |
| 3     | Marian Dudziak   | Polen                  | 10,3 s                       | 10,38 s                        |
| 4     | Wladislaw Sapeja | Sowjetunion            | 10,4 s                       | 10,45 s                        |
| 5     | Eddy Monsels     | Niederländisch-Guayana | 10,4 s                       | 10,48 s                        |
| 6     | Greg Lewis       | Australien             | 10,5 s                       | 10,55 s                        |
| 7     | Félix Bécquer    | Mexiko                 | 10,7 s                       | 10,72 s                        |
| 8     | Rafael Santos    | El Salvador            | 11,2 s                       | 11,22 s                        |

### Vorlauf 9
Wind: ±0,0 m/s
Juan Argüello war der erste Sportler Nicaraguas, der bei Olympischen Spielen antrat.
| Platz | Name              | Nation         | Offizielle Zeit handgestoppt | Inoffizielle Zeit elektronisch |
| ----- | ----------------- | -------------- | ---------------------------- | ------------------------------ |
| 1     | Hermes Ramírez    | Kuba           | 10,2 s                       | 10,30 s                        |
| 2     | Andrés Calonge    | Argentinien    | 10,4 s                       | 10,44 s                        |
| 3     | Jocelyn Delecour  | Frankreich     | 10,4 s                       | 10,45 s                        |
| 4     | Gert Metz         | BR Deutschland | 10,5 s                       | 10,55 s                        |
| 5     | Norman Chihota    | Tansania       | 10,5 s                       | 10,57 s                        |
| 6     | Horacio Esteves   | Venezuela      | 10,6 s                       | 10,65 s                        |
| 7     | José Luis Sánchez | Spanien        | 10,6 s                       | 10,69 s                        |
| 8     | Juan Argüello     | Nicaragua      | 11,1 s                       | 11,18 s                        |

## Viertelfinale
Datum: 13. Oktober 1968, ab 16:30 Uhr

### Lauf 1
Wind: +1,8 m/s
| Platz | Name                 | Nation         | Offizielle Zeit handgestoppt | Inoffizielle Zeit elektronisch |
| ----- | -------------------- | -------------- | ---------------------------- | ------------------------------ |
| 1     | Lennox Miller        | Jamaika        | 10,1 s                       | 10,11 s                        |
| 2     | Jim Hines            | USA            | 10,1 s                       | 10,14 s                        |
| 3     | Enrique Figuerola    | Kuba           | 10,2 s                       | 10,23 s                        |
| 4     | Iván Moreno          | Chile          | 10,3 s                       | 10,37 s                        |
| 5     | Andrés Calonge       | Argentinien    | 10,3 s                       | 10,39 s                        |
| 6     | Ron Jones            | Großbritannien | 10,4 s                       | 10,42 s                        |
| 7     | Karl-Peter Schmidtke | BR Deutschland | 10,4 s                       | 10,48 s                        |
| 8     | Wladislaw Sapeja     | Sowjetunion    | 10,4 s                       | 10,51 s                        |

### Lauf 2

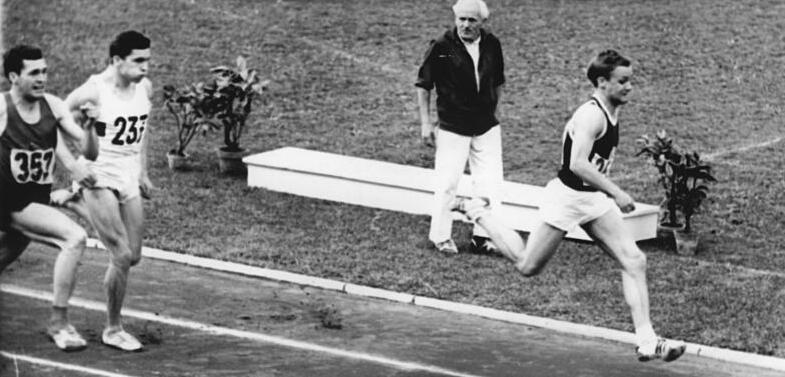
Heinz Erbstößer – hier führend bei den DDR-Meisterschaften 1962 – schied als Fünfter des zweiten Viertelfinals aus

Wind: +0,5 m/s
| Platz | Name             | Nation         | Offizielle Zeit handgestoppt | Inoffizielle Zeit elektronisch |
| ----- | ---------------- | -------------- | ---------------------------- | ------------------------------ |
| 1     | Hermes Ramírez   | Kuba           | 10,0 s ORe                   | 10,10 s                        |
| 2     | Mel Pender       | USA            | 10,1 s0000                   | 10,16 s                        |
| 3     | Roger Bambuck    | Frankreich     | 10,1 s0000                   | 10,17 s                        |
| 4     | Harry Jerome     | Kanada         | 10,2 s0000                   | 10,22 s                        |
| 5     | Heinz Erbstößer  | DDR            | 10,2 s0000                   | 10,28 s                        |
| 6     | Gerhard Wucherer | BR Deutschland | 10,3 s0000                   | 10,33 s                        |
| 7     | Kola Abdulai     | Nigeria        | 10,3 s0000                   | 10,38 s                        |
| 8     | Michael Ahey     | Ghana          | 10,4 s0000                   | 10,49 s                        |

### Lauf 3

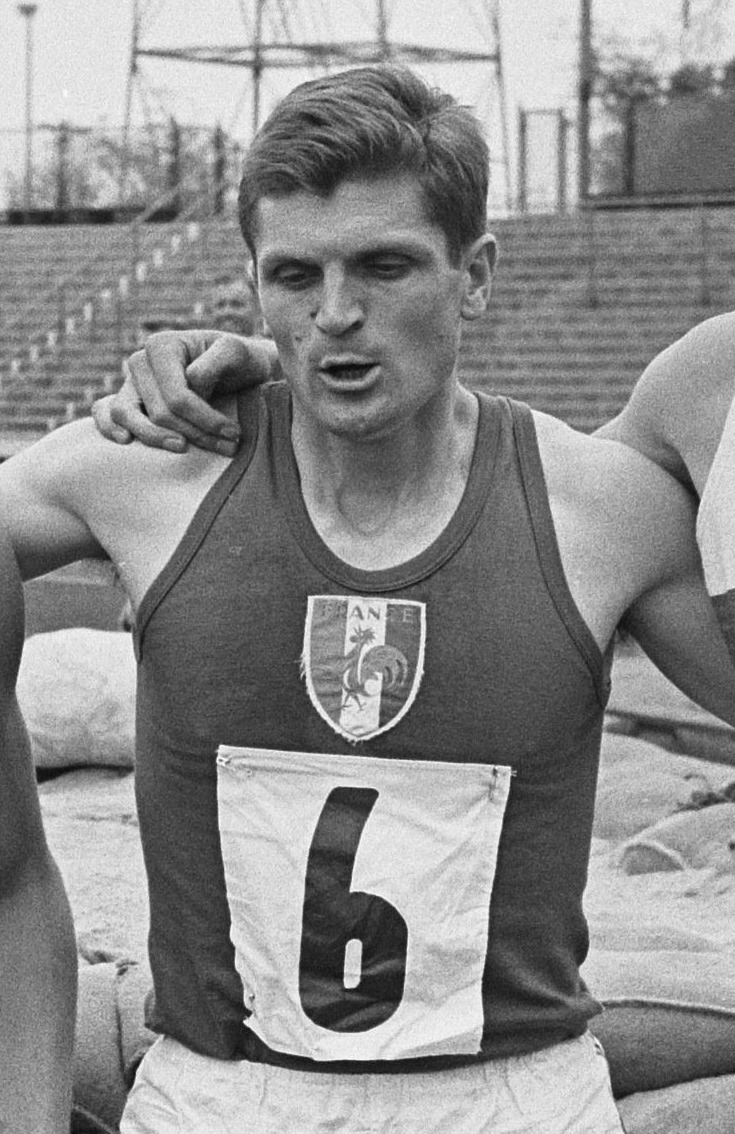
Jocelyn Delecour – ausgeschieden als Sechster des vierten Viertelfinals

Wind: +4,2 m/s
| Platz | Name                     | Nation     | Offizielle Zeit handgestoppt | Inoffizielle Zeit elektronisch |
| ----- | ------------------------ | ---------- | ---------------------------- | ------------------------------ |
| 1     | Pablo Montes             | Kuba       | 10,1 s                       | 10,16 s                        |
| 2     | Hartmut Schelter         | DDR        | 10,2 s                       | 10,29 s                        |
| 3     | Hideo Iijima             | Japan      | 10,3 s                       | 10,31 s                        |
| 4     | Gérard Fenouil           | Frankreich | 10,3 s                       | 10,31 s                        |
| 5     | Marian Dudziak           | Polen      | 10,3 s                       | 10,32 s                        |
| 6     | Manikavasagam Jegathesan | Malaysia   | 10,3 s                       | 10,38 s                        |
| 7     | Amos Omolo               | Uganda     | 10,4 s                       | 10,45 s                        |
| 8     | Robert Ojo               | Nigeria    | 10,5 s                       | 10,58 s                        |

### Lauf 4

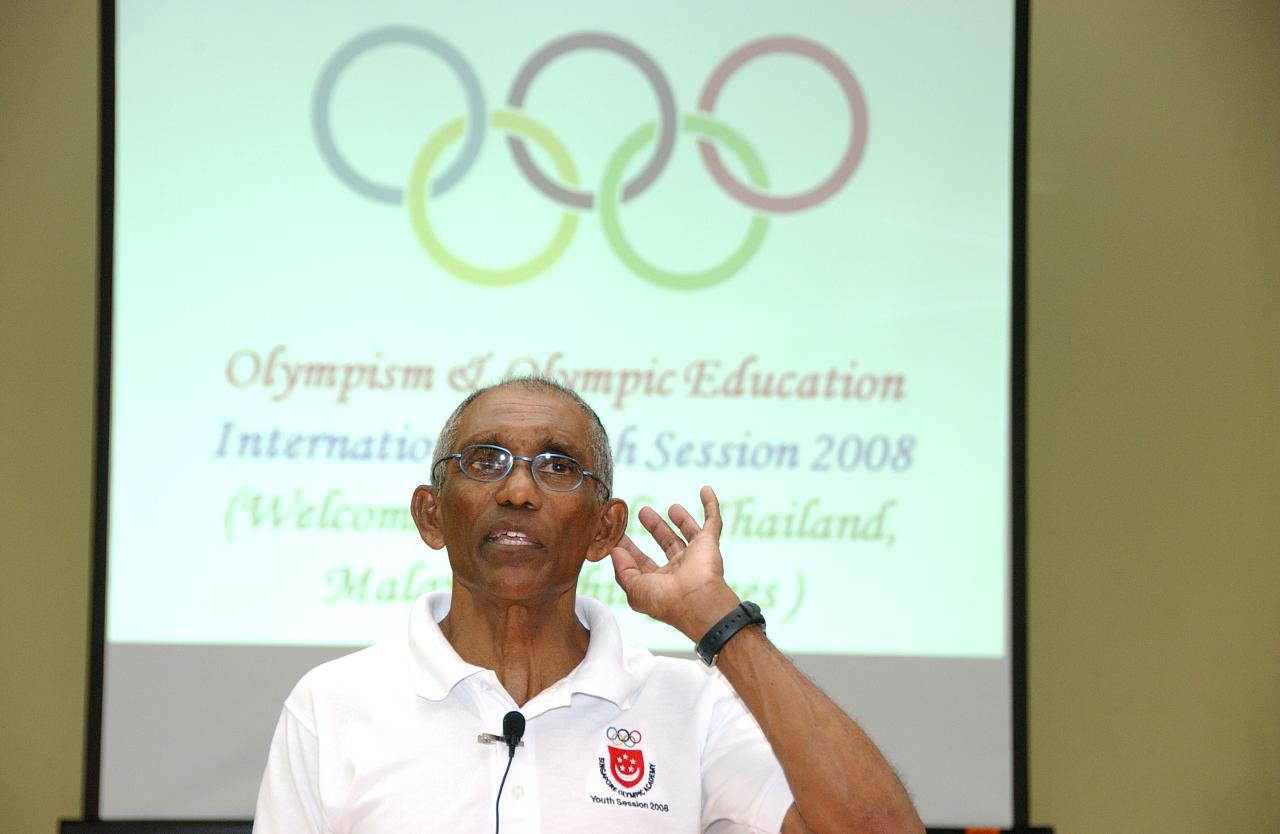
Canagasabai Kunalan (hier im Jahr 2008) – ausgeschieden als Siebter des vierten Viertelfinals
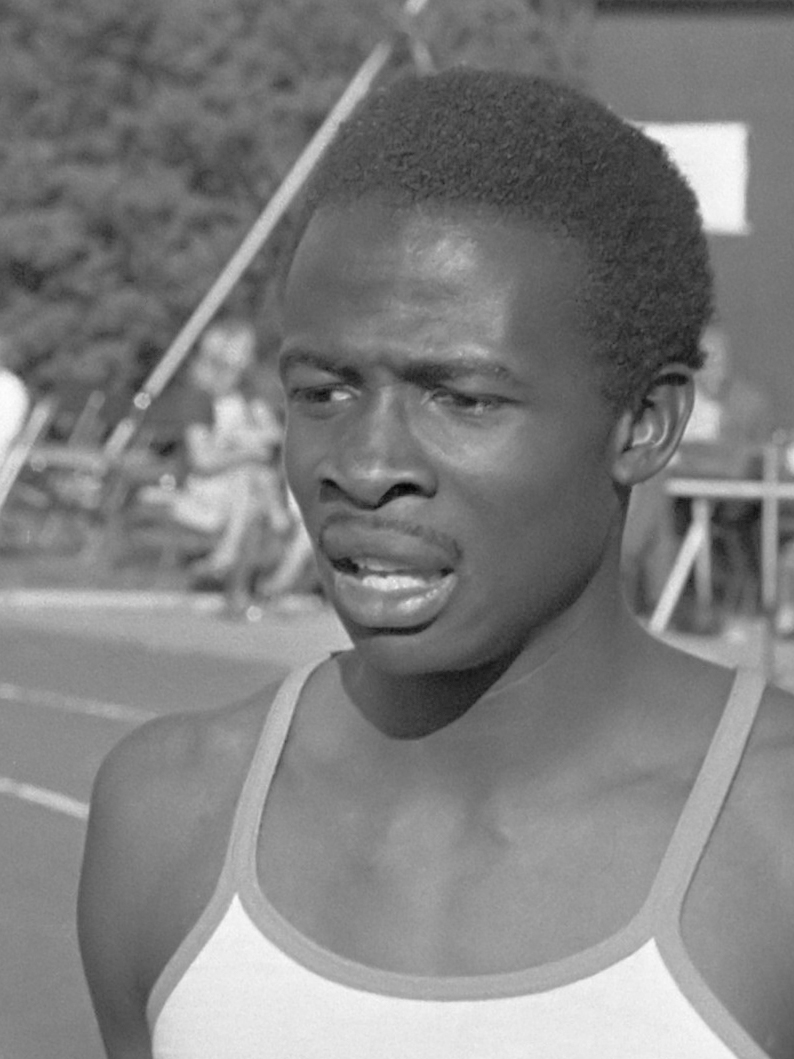
Eddy Monsels – ausgeschieden als Achter des vierten Viertelfinals

Wind: +2,0 m/s
| Platz | Name                       | Nation                 | Offizielle Zeit handgestoppt | Inoffizielle Zeit elektronisch |
| ----- | -------------------------- | ---------------------- | ---------------------------- | ------------------------------ |
| 1     | Charles Greene             | USA                    | 10,0 s ORe                   | 10,02 s                        |
| 2     | Jean-Louis Ravelomanantsoa | Madagaskar             | 10,1 s0000                   | 10,18 s                        |
| 3     | Gaoussou Koné              | Elfenbeinküste         | 10,2 s0000                   | 10,22 s                        |
| 4     | Harald Eggers              | DDR                    | 10,2 s0000                   | 10,25 s                        |
| 5     | Barrie Kelly               | Großbritannien         | 10,3 s0000                   | 10,35 s                        |
| 6     | Jocelyn Delecour           | Frankreich             | 10,3 s 0000                  | 10,36 s                        |
| 7     | Canagasabai Kunalan        | Singapur               | 10,4 s0000                   | 10,38 s                        |
| 8     | Eddy Monsels               | Niederländisch-Guayana | 10,4 s0000                   | 10,45 s                        |

## Halbfinale
Datum: 14. Oktober 1968, ab 16:00 Uhr

### Lauf 1

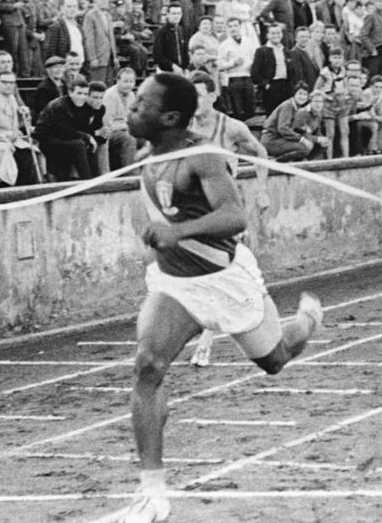
Enrique Figuerola – 1964 Olympiazweiter – schied als Fünfter des ersten Halbfinals aus
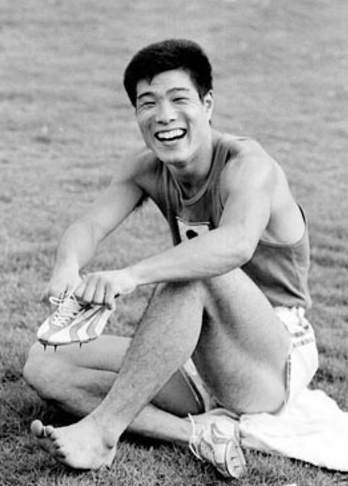
Hideo Iijima – ausgeschieden als Achter des ersten Halbfinals

Wind: +1,9 m/s
| Platz | Name              | Nation     | Offizielle Zeit handgestoppt | Inoffizielle Zeit elektronisch |
| ----- | ----------------- | ---------- | ---------------------------- | ------------------------------ |
| 1     | Jim Hines         | USA        | 10,0 s ORe                   | 10,08 s                        |
| 2     | Roger Bambuck     | Frankreich | 10,1 s0000                   | 10,11 s                        |
| 3     | Harry Jerome      | Kanada     | 10,1 s0000                   | 10,17 s                        |
| 4     | Mel Pender        | USA        | 10,2 s0000                   | 10,21 s                        |
| 5     | Enrique Figuerola | Kuba       | 10,2 s0000                   | 10,23 s                        |
| 6     | Hermes Ramírez    | Kuba       | 10,2 s0000                   | 10,25 s                        |
| 7     | Harald Eggers     | DDR        | 10,2 s0000                   | 10,29 s                        |
| 8     | Hideo Iijima      | Japan      | 10,3 s0000                   | 10,34 s                        |

### Lauf 2
Wind: ±0,0 m/s
| Platz | Name                       | Nation         | Offizielle Zeit handgestoppt | Inoffizielle Zeit elektronisch |
| ----- | -------------------------- | -------------- | ---------------------------- | ------------------------------ |
| 1     | Charles Greene             | USA            | 10,1 s                       | 10,13 s                        |
| 2     | Lennox Miller              | Jamaika        | 10,1 s                       | 10,15 s                        |
| 3     | Pablo Montes               | Kuba           | 10,1 s                       | 10,19 s                        |
| 4     | Jean-Louis Ravelomanantsoa | Madagaskar     | 10,2 s                       | 10,26 s                        |
| 5     | Gaoussou Koné              | Elfenbeinküste | 10,2 s                       | 10,27 s                        |
| 6     | Iván Moreno                | Chile          | 10,3 s                       | 10,37 s                        |
| 7     | Gérard Fenouil             | Frankreich     | 10,3 s                       | 10,40 s                        |
| 8     | Hartmut Schelter           | DDR            | 10,3 s                       | 10,40 s                        |

## Finale

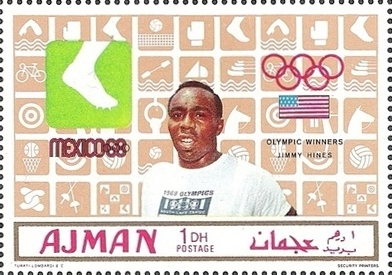
Jim Hines (hier abgebildet auf einer Briefmarke) siegte mit Weltrekord

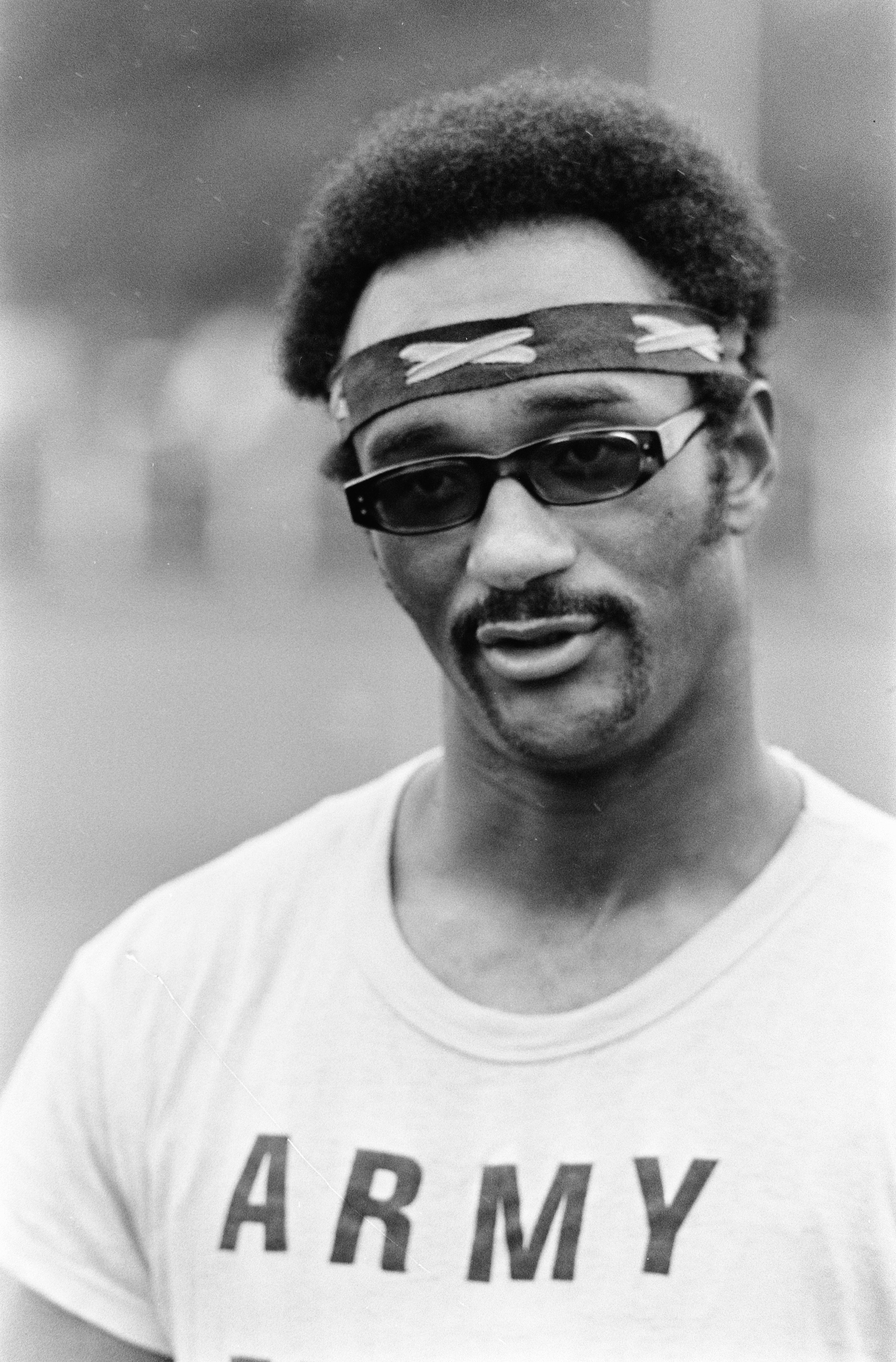
Bronzemedaillengewinner Charles Greene
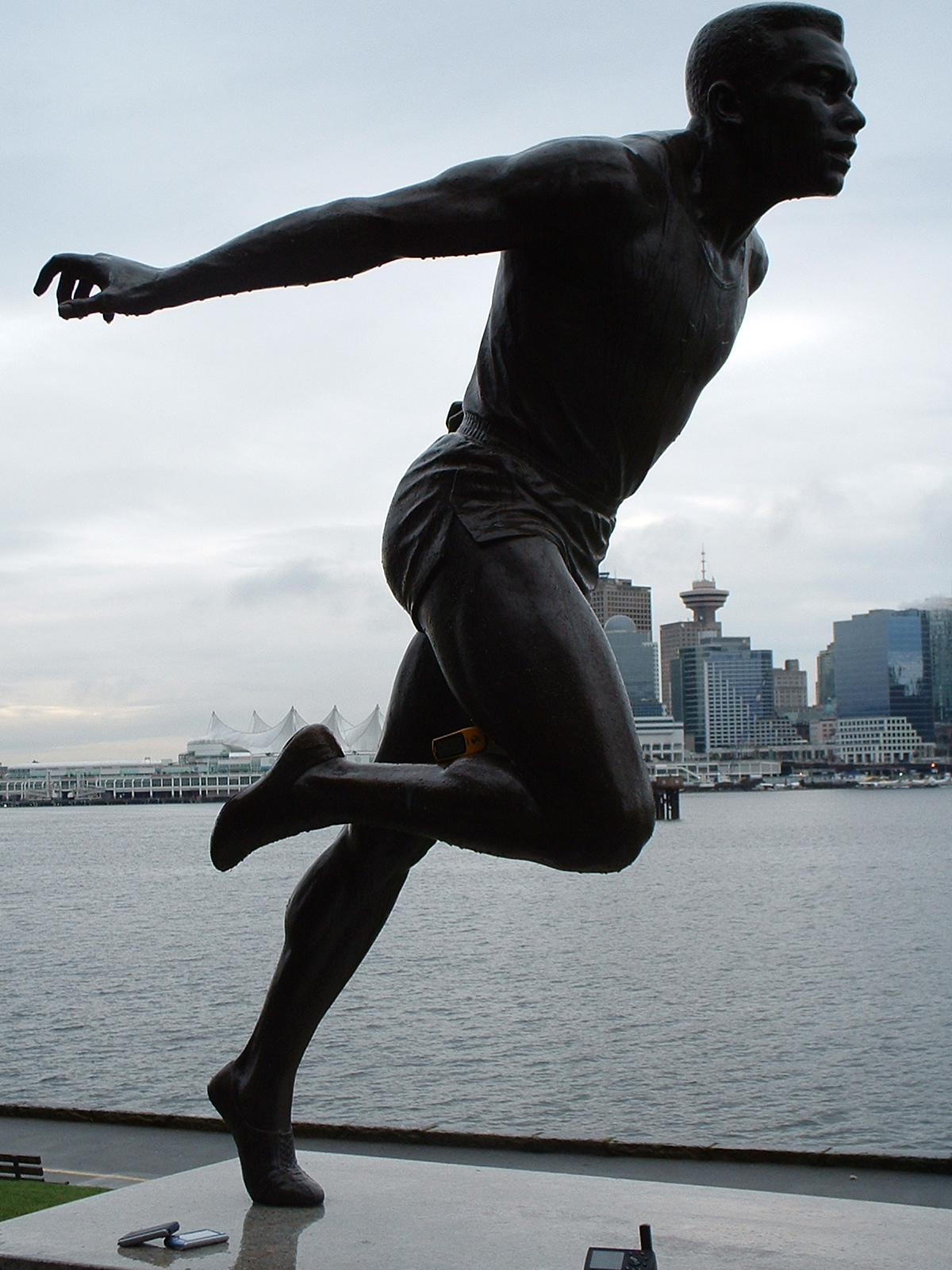
Der siebtplatzierte Harry Jerome (als Statue im Stanley Park, Vancouver) hatte vier Jahre zuvor Bronze gewonnen

Datum: 14. Oktober 1968, 18:00 Uhr
Wind: +0,3 m/s
| Platz | Name                       | Nation     | Offizielle Zeit handgestoppt | Inoffizielle Zeit elektronisch |
| ----- | -------------------------- | ---------- | ---------------------------- | ------------------------------ |
| 1     | Jim Hines                  | USA        | 09,9 s WRe/OR                | 9,95 s                         |
| 2     | Lennox Miller              | Jamaika    | 10,0 s                       | 10,04 s                        |
| 3     | Charles Greene             | USA        | 10,0 s                       | 10,07 s                        |
| 4     | Pablo Montes               | Kuba       | 10,1 s                       | 10,14 s                        |
| 5     | Roger Bambuck              | Frankreich | 10,1 s                       | 10,15 s                        |
| 6     | Mel Pender                 | USA        | 10,1 s                       | 10,17 s                        |
| 7     | Harry Jerome               | Kanada     | 10,1 s                       | 10,20 s                        |
| 8     | Jean-Louis Ravelomanantsoa | Madagaskar | 10,2 s                       | 10,27 s                        |

Favorisiert waren die US-Sprinter Jim Hines und Charlie Greene. Jeder der beiden war überzeugt, das Rennen zu gewinnen. Als größten Konkurrenten sahen beide genauso wie die Fachleute den Jamaikaner Lennox Miller an. Schon in den Vorrunden wurde der olympische Rekord einmal durch Greene im Viertelfinale und dann durch Hines im Halbfinale eingestellt. Offiziell waren diese Zeiten zu dem Zeitpunkt sogar Weltrekord, was aber nur daran lag, dass die IAAF die vorher durch Hines, Ronnie Ray Smith und Greene erzielten 9,9 Sekunden erst nach den Olympischen Spielen als Rekord anerkannte.
Im Endlauf kam fast wie erwartet der startschnelle US-Amerikaner Melvin Pender am schnellsten aus den Blöcken. Bis Streckenhälfte blieb Pender vorn, doch dann stürmten fünf seiner Gegner an ihm vorbei, allen voran Jim Hines, der das Rennen auf den letzten Metern noch deutlich für sich entschied. Die Siegeszeit von 9,95 s war später die erste elektronisch gestoppte Weltrekordzeit, die von der IAAF anerkannt wurde. Zum Zeitpunkt der Olympischen Spiele wurden Rekorde und Bestenlisten allerdings noch in Zehntelsekunden auf der Grundlage von handgestoppter Zeitnahme geführt, sodass die offizielle Siegerzeit 9,9 s lautete. Das bedeutete neuen olympischen Rekord und Einstellung des Weltrekords. Zweiter wurde Lennox Miller und Bronze ging an Charlie Greene. Bester Europäer war der Franzose Roger Bambuck auf Platz fünf hinter dem Kubaner Pablo Montes.
- Bronzemedaillengewinner
Charles Greene
- Der siebtplatzierte Harry Jerome
(als Statue im Stanley Park, Vancouver) hatte vier Jahre zuvor Bronze gewonnen

## Videolinks
- 100m.Final (WR),1968 Olympic Games, Mexico City, youtube.com, abgerufen am 15. September 2021
- Jim Hines Breaks The 10 Second Barrier For 100m Gold, Mexico 1968 Olympic Film, youtube.com, abgerufen am 15. September 2021
- Mexico 68 Olympic 100m Final, youtube.com, abgerufen am 15. September 2021
- Jim Hines Breaks The 10 Second Barrier For 100m Gold - Mexico 1968 Olympics, youtube.com, abgerufen am 15. September 2021